# طيران صربيا
طيران صربيا (بالسيريلية الصربية: Ер Србија / Er Srbija) هي الناقل الوطني وأكبر شركة طيران في صربيا. وكانت الشركة معروفة سابقًا باسم خطوط جات الجوية حتى غُيّر اسمها في عام 2013. بدأت الصربية للطيران عملياتها بموجب اسمها الجديد في 26 تشرين الأول/ أكتوبر عام 2013. لدى الشركة مركزها في مطار نيكولا تسلا في بلغراد.

## شوؤن الشركة

### الملكية
في الأصل، كانت الخطوط الجوية الصربية مملوكة بشكل مشترك من قبل حكومة صربيا التي كنت تمتلك 51 في المائة من الأسهم، والاتحاد للطيران التي كانت تمتلك 49 في المائة من الأسهم والسيطرة الإدارية. اشترت حكومة صربيا 31٪ من الأسهم من الاتحاد في 30 ديسمبر 2020، وبالتالي تمتلك حاليًا 82٪ من الأسهم.

### مؤشرات الأداء الرئيسية
مؤشرات الأداء الرئيسية للخطوط الجوية الصربية هي (السنوات المنتهية في 31 ديسمبر):
|                                  | 2014  | 2015  | 2016  | 2017  | 2018   | 2019          | 2020   | 2021          | 2022   |
| -------------------------------- | ----- | ----- | ----- | ----- | ------ | ------------- | ------ | ------------- | ------ |
| حجم الأعمال (مليون يورو)         | 262   | 305   | 320   | 288   | 288    |               |        |               |        |
| صافي الربح (مليون يورو)          | 2.7   | 3.9   | 0.9   | 15.7  | 12.2   | 9.5           | -77.0  | -21.3         | 21.0   |
| عدد الموظفين                     |       |       |       | 1,488 | 1,758  |               |        |               |        |
| عدد الركاب (مليون)               | 2.30  | 2.55  | 2.62  | 2.62  | 2.48   | 2.81          |        | 1.50          | 2.76   |
| البضائع المنقولة (بآلاف الأطنان) | 2.7   | 3.8   | 4.9   | 6.2   | 6.2    |               |        | 3.5           | 5      |
| عدد الطائرات (في نهاية العام)    | 19    | 20    | 21    | 21    | 20     |               |        |               |        |
| مصادر                            | [ 6 ] | [ 7 ] | [ 8 ] | [ 9 ] | [ 10 ] | [ 11 ] [ 12 ] | [ 13 ] | [ 14 ] [ 15 ] | [ 15 ] |

## الوجهات
تشغل الخطوط الجوية الصربية رحلات إلى 80 وجهة في 34 دولة اعتبارًا من يناير 2023، من محورها في مطار نيكولا تسلا في بلغراد ومطار قسطنطين الأكبر.

### اتفاقية الرمز المشترك
لدى طيرن صريبا اتفاقية الرمز المشترك مع الشركات التالية:
- خطوط إيجة الجوية
- إيروفلوت
- طيران الصين
- طيران أوروبا
- الخطوط الجوية الفرنسية
- طيران سيشل
- طيران البلطيق[18]
- طيران بلغاريا
- إل عال
- فين إير[19]
- إيتا (شركة طيران)[20]
- الخطوط الجوية الملكية الهولندية
- خطوط لوت الجوية البولندية
- لوكس إير[21]
- الخطوط الجوية القطرية[22]
- Sky Express  [لغات أخرى]‏[23]
- تاروم
- الخطوط الجوية التركية[24]

## الأسطول

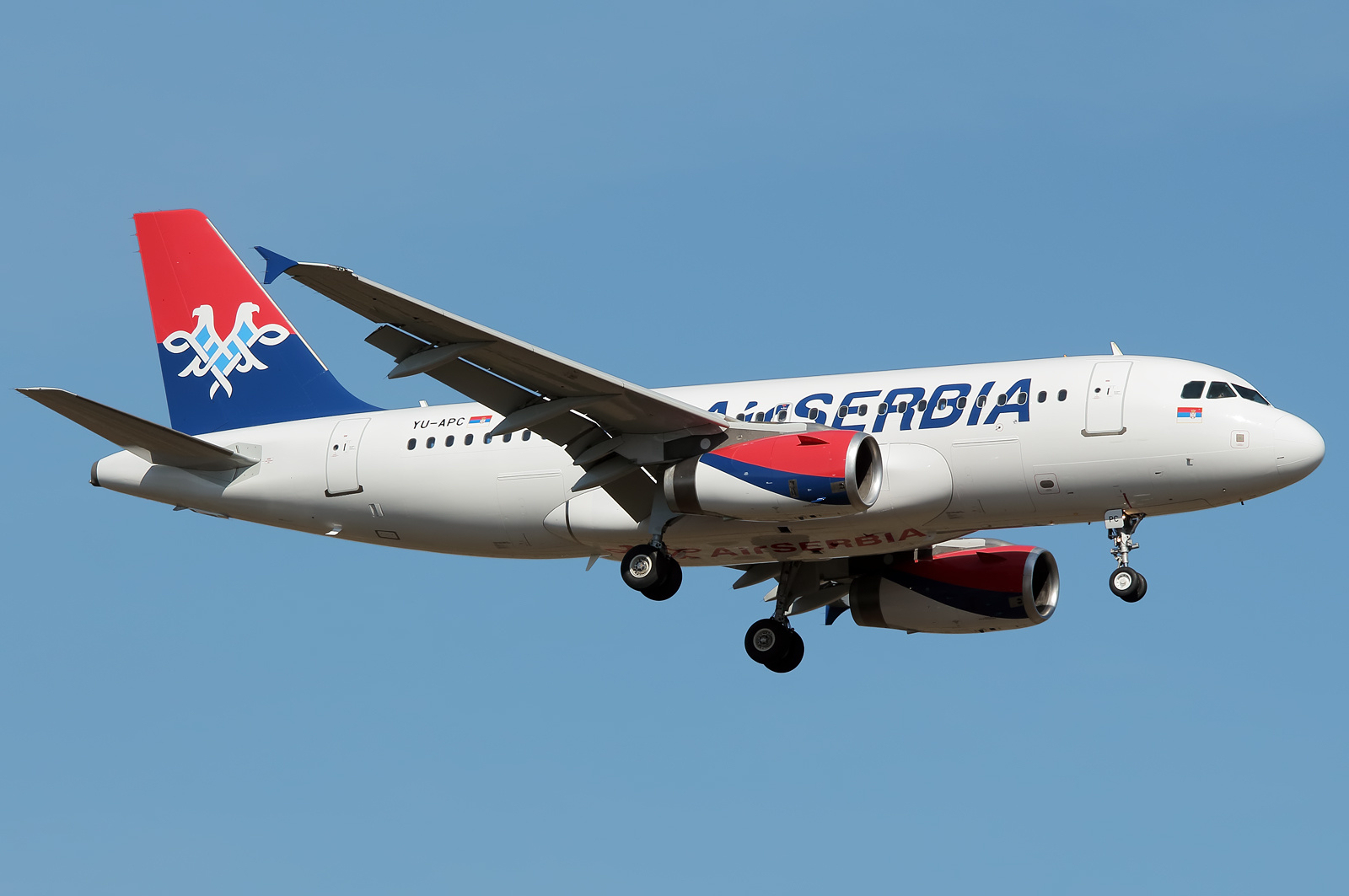
طائرة إيرباص إيه 319 تابعة للشركة

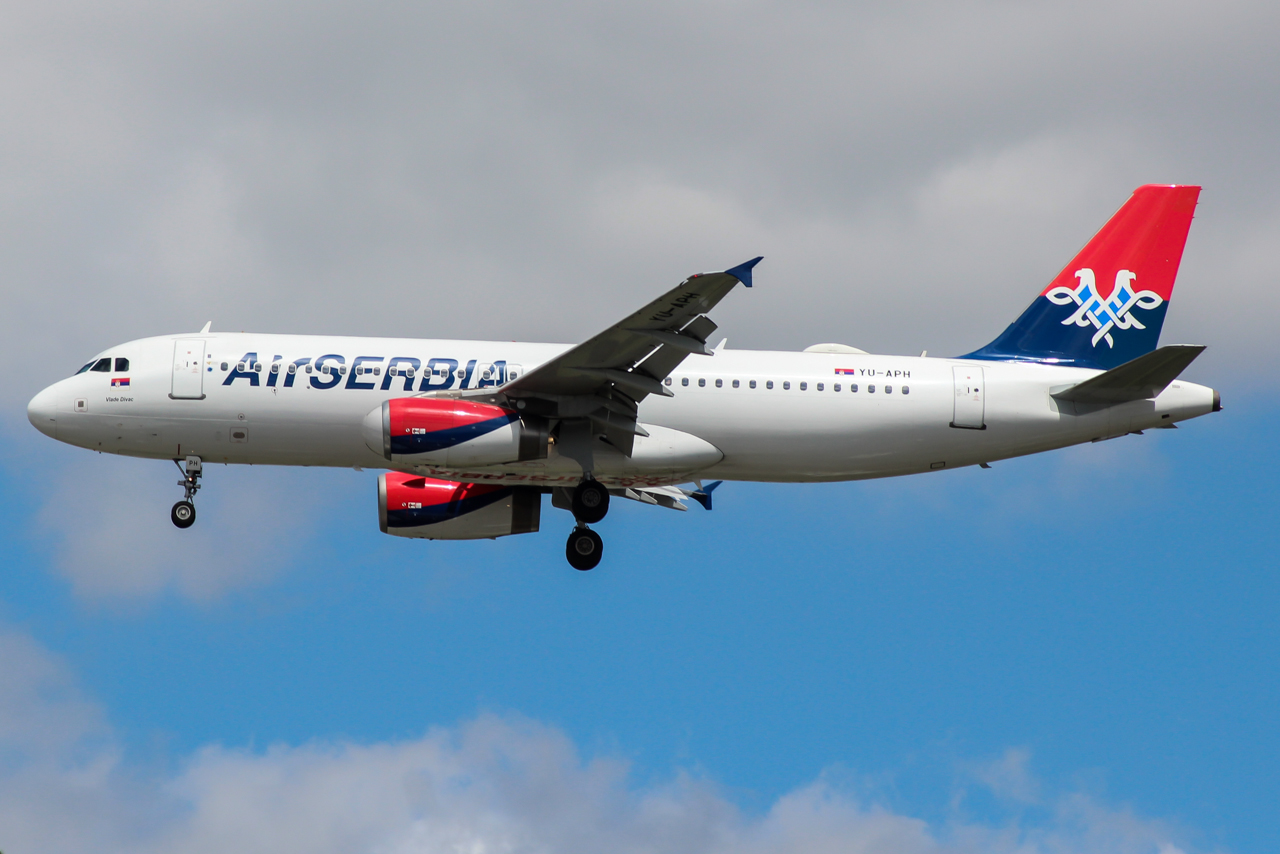
طائرة إيرباص إيه 320-200 تابعة للشركة

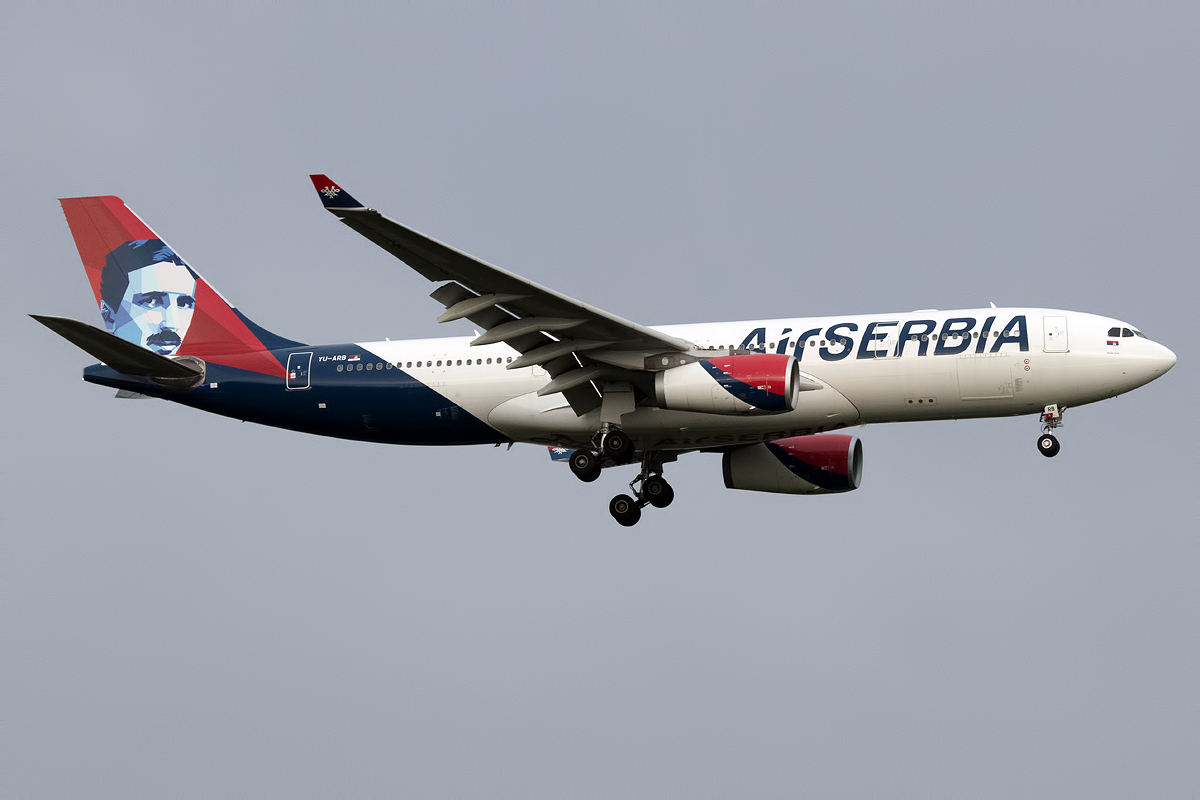
طائرة إيرباص إيه 330 بكسوة ذكرىنيكولا تسلا

### الأسطول الحالي
اعتبارًا من فبراير 2023، تكون أسطول الخطوط الجوية الصربية من الطائرات التالية:
| الطائرة            | في الخدمة | مطلوبة | الركاب       | الركاب   | الركاب  | ملاحظات                            |
| الطائرة            | في الخدمة | مطلوبة | رجال الأعمال | السياحية | المجموع | ملاحظات                            |
| ------------------ | --------- | ------ | ------------ | -------- | ------- | ---------------------------------- |
| إيرباص إيه 319-100 | 10        | —      | 8            | 136      | 144     |                                    |
| إيرباص إيه 320     | 2         | 1      | 8            | 166      | 174     |                                    |
| إيرباص إيه 330-200 | 2         | 1      | 21           | 236      | 257     |                                    |
| إيه تي آر 72-200   | 1         | —      | —            | 66       | 66      | ستسحب.                             |
| إيه تي آر 72-600   | 6         | 2      | —            | 72       | 72      | طائرة واحدة مستأجرة من Air Connect |
| المجموع            | 21        | 4      |              |          |         |                                    |

### الكسوة
صممت المصممة الجرافيكية تمارا ماكسيموفيتش كسوة الخطوط الجوية الصربية الحالية في أكتوبر 2013. يتميز بألوان صربيا الوطنية - الأحمر والأزرق والأبيض - يعتمد التصميم على الفن الصربي في العصور الوسطى. الشعار الذي يظهر على الذيل هو نسر برأسين مستوحى من شعار صربيا.
أطلقت شركة الطيران مبادرة "Living Legends" في عام 2013 ، التي تشيد بالمواطنين الصربيين المشهورين الذين قدموا مساهمات إيجابية للمجتمع، سواء في صربيا أو في الخارج. تقديراً لنجاحها ، قامت الخطوط الجوية الصربية بتسمية كل طائرة باسمهم. ومن هؤلاء المخترع والمهندس نيكولا تسلا ونجم التنس نوفاك ديوكوفيتش ولاعب كرة السلة السابق فلاد ديفاك ولاعب كرة القدم السابق والمدير ديان ستانكوفيتش والممثل ميكي مانوجلافوك والموسيقي جوران بريجوفيتش.

### الأسطول التاريخي
- إيه تي آر 72[34]

## وصلات خارجية
- الموقع الإلكتروني